# Schönstein (Stallwang)
Schönstein ist ein Gemeindeteil der Gemeinde Stallwang im niederbayerischen Landkreis Straubing-Bogen.
Das Kirchdorf liegt auf halber Strecke zwischen Stallwang und Zinzenzell, vier Kilometer vom Hauptort Stallwang entfernt, südlich der Kreisstraße SR 46 und nördlich des Schönsteiner Bachs.
Schönstein bildet eine geschlossene Gemarkung. Diese umfasst das Gebiet der 1972 nach Stallwang eingegliederten früheren Gemeinde Schönstein und wurde später um die nach Stallwang eingemeindeten Gemeindeteile der 1978 aufgelösten Gemeinde Zinzenzell in ihrer Fläche erheblich erweitert.
Kirchlich gehört Schönstein zur katholischen Pfarrei Wetzelsberg in der Seelsorgeeinheit Stallwang.

## Geschichte
Die ehemalige Gemeinde umfasste neben dem Hauptort das Pfarrdorf Wetzelsberg, die Weiler Auersdorf, Steinernkreuz, Stützenbrunn und Weihermühl und die Einöden Buchet, Hagmühl, Reichersdorf und Roßberg. Bis mindestens 1871 aber höchstens bis 1885 gehörte die Einöde Krieghaus zur Gemeinde Schönstein.